# Harold Muller
Harold Powers Muller, född 12 juni 1901 i Dunsmuir i Kalifornien, död 17 maj 1962 i Berkeley i Kalifornien, var en amerikansk friidrottare.
Muller blev olympisk silvermedaljör i höjdhopp vid sommarspelen 1920 i Antwerpen.